# جاك هاريس
جاك هاريس (بالإنجليزية: Jack Harris)‏ (5 نوفمبر 1891 بغلاسكو في المملكة المتحدة - 1 يناير 1966) هو مدرب كرة قدم ولاعب كرة قدم بريطاني (وحمل سابقاً جنسية المملكة المتحدة لبريطانيا العظمى وأيرلندا) في مركز الوسط. لعب مع ليدز يونايتد ونادي بريستول سيتي ونادي بيرنلي ونادي فولهام.

## وصلات خارجية
- جاك هاريس على موقع قاعدة بيانات كرة القدم.إي يو (الإنجليزية)
- جاك هاريس على موقع قاعدة بيانات كرة القدم.إي يو (الإنجليزية)